# Ceropegia denticulata
Ceropegia denticulata är en oleanderväxtart som beskrevs av Karl Moritz Schumann och Adolf Engler. Ceropegia denticulata ingår i släktet Ceropegia och familjen oleanderväxter. Inga underarter finns listade i Catalogue of Life.